# Класифікація експертних систем
Класифікація експертних систем здійснюється за різними ознаками, в залежності від області застосування, проблемою, що вирішується тощо.

## За метою створення
- для навчання фахівців
- для вирішення задач
- для автоматизації рутинних робіт
- для тиражування знань експертів

## За ступенем складності структури
- Поверхневі системи — подають знання про область експертизи у вигляді правил (умова -> дія). Умова кожного правила визначає зразок деякої ситуації, при дотриманні якої правило може бути виконано. Пошук рішення полягає у виконанні тих правил, зразки яких зіставляються з поточними даними. При цьому передбачається, що в процесі пошуку рішення послідовність формованих у такий спосіб ситуацій не обірветься до одержання рішення, тобто не виникне невідомої ситуації, що не зіставиться з жодним правилом.
- Глибинні системи — крім можливостей поверхневих систем, мають здатність при виникненні невідомої ситуації визначати за допомогою деяких загальних принципів, справедливих для області експертизи, які дії варто виконати.

## За зв'язком з реальним часом
- Статичні ЕС розробляються в предметних областях, у яких база знань та інтерпритовані дані не змінюються в часі. Вони стабільні.(Діагностика несправностей в автомобілі.)
- Квазідинамічні ЕС інтерпретують ситуацію, що змінюється з деяким фіксованим інтервалом часу.(Мікробіологічні експертні системи, в яких знімаються лабораторні вимірювання з технологічного процесу один раз на 4-5 ч. (наприклад, виробництво лізину) та аналізується динаміка одержаних показників по відношенню до попереднього виміру.)
- Динамічні ЕС працюють у поєднанні з датчиками об'єктів у режимі реального часу з постійною інтерпретацією даних, що надходять.(Управління гнучкими виробничими комплексами, моніторинг у реанімаційних палатах і так далі.)

## За ступенем інтеграції з іншими програмами
Автономні експертні системи працюють безпосередньо в режимі консультацій з користувачем для специфічних «експертних» завдань, для вирішення яких не потрібно привертати традиційні методи обробки даних (розрахунки, моделювання і так далі.)

Гібридні експертні системи представляють програмний комплекс, агрегують стандартні пакети прикладних програм (наприклад, математичну статистику, лінійне програмування або системи управління базами даних) та засоби маніпулювання знаннями. Це може бути інтелектуальна надбудова над ППП або інтегроване середовище для вирішення складного завдання з елементами експертних знань. 

## За завданням, що вирішується
- Інтерпретація даних
- Діагностика
- Моніторинг
- Проектування
- Прогнозування
- Звідне Планування
- Навчання
- Керування
- Підтримка ухвалення рішень

Інтерпретація даних. Це одна з традиційних завдань для експертних систем. Під інтерпретацією розуміється визначення змісту даних, результати якого мають бути погодженими і коректними. Зазвичай передбачається багатоваріантний аналіз даних.
Приклад:
- Виявлення та ідентифікація різних типів океанських суден — SIAP;
- Визначення основних властивостей особистості за результатами психодіагностичного тестування в системах авта-

Діагностика. Під діагностикою розуміється виявлення несправності в деякій системі. Несправність — це відхилення від норми. Таке трактування дозволяє з єдиних теоретичних позицій розглядати і несправність устаткування в технічних системах, і захворювання живих організмів, і всілякі природні аномалії. Важливою специфікою є необхідність розуміння функціональної структури («анатомії») діагностуючої системи.
Приклад:
- Діагностика і терапія звуження коронарних судин — ANGY;
- Діагностика помилок в апаратурі та математичному забезпеченні ЕОМ — система CRIB та інші.

Моніторинг. Основне завдання моніторингу — безперервна інтерпретація даних в I реальному масштабі часу і сигналізація про вихід тих або інших параметрів за допустимі межі. Головні проблеми — «пропуск» тривожної ситуації і інверсна завдання «помилкового» спрацьовування. Складність цих проблем в розмитості симптомів тривожних ситуацій і необхідність обліку тимчасового контексту.
Приклад:
- Контроль за роботою електростанцій СПРІНТ, допомога

диспетчерам атомного реактора — REACTOR;
- Контроль аварійних датчиків на хімічному заводі — FALCON та інші.

Проектування. Проектування полягає в підготовці специфікацій на створення «об'єктів» із заздалегідь визначеними властивостями. Під специфікацією розуміється весь набір необхідних документів — креслення, пояснювальна записка і так далі. Основні проблеми тут — здобуття чіткого структурного опису знань про об'єкт і проблема «сліду». Для організації ефективного проектування і, у ще більшому ступені, перепроектування необхідно формувати не лише самі проектні рішення, але і мотиви їх прийняття. Таким чином, в завданнях проектування тісно зв'язуються два основні процеси, виконуваних в рамках відповідної експертної системи: процес виведення і процес пояснення.
Приклад:
- Проектування конфігурацій ЕОМ VAX — 11/780 в системі XCON (або R1), проектування БІС — CADHELP;
- Синтез електричних ланцюгів — SYN та інші.

Прогнозування. Прогнозуючі системи логічно виводять імовірні наслідки з заданих ситуацій. У прогнозуючій системі зазвичай використовується параметрична динамічна модель, в якій значення параметрів «підганяються» під задану ситуацію. Виводяться з цієї моделі, складають основу для прогнозів з ймовірними оцінками.
Приклад:
- Передбачення погоди — система WILLARD;
- Оцінки майбутнього врожаю — PLANT;
- Прогнози в економіці — ECON та інші.

Планування. Під плануванням розуміється знаходження планів дій, що відносяться до об'єктів, здатних виконувати деякі функції. У таких експертних системах використовуються моделі поведінки реальних об'єктів з тим, щоб логічно вивести наслідки планованої діяльності.
Приклад:
- Планування поведінки робота — STRIPS;
- Планування промислових замовлень — ISIS;
- Планування експерименту — MOLGEN та інші.

Навчання. Системи вчення діагностують помилки при вивченні якої-небудь дисципліни за допомогою ЕОМ і підказують правильні рішення. Вони акумулюють знання про гіпотетичного «учня» і його характерних помилках, потім в роботі здатні діагностувати слабкості в знаннях учнів і знаходити відповідні засоби для їх ліквідації. Крім того, вони планують акт спілкування з учнем залежно від успіхів учня з метою передачі знань.
Приклад:
- Вивчення мови програмування Лісп в системі «Вчитель Ліспу»;
- Система PROUST — навчання мові Паскаль та інші.

У загальному випадку всі системи, засновані на знаннях, можна підрозділити на системи, що вирішують завдання аналізу, і на системи, які вирішують завдання синтезу. Основна відмінність завдань аналізу від завдань синтезу полягає в наступному: якщо в завданнях аналізу безліч рішень може бути перераховане і включене в систему, то в завданнях синтезу безліч рішень потенційно будується з рішень компонентів або подпроблем. Завдання аналізу — це інтерпретація даних, діагностика; до завдань синтезу відносяться проектування, планування. Комбіновані задачі: навчання, моніторинг, прогнозування.